# Indipendentismo padano

La bandiera della Padania proposta dalla Lega Nord, con al centro il Sole delle Alpi

L'indipendentismo padano o nazionalismo padano, o padanismo, o secessione padana, è un'idea politica di tipo etnonazionalista portata alla ribalta mediatica negli anni novanta del XX secolo dal partito politico Lega Nord, non trattandosi tuttavia di un'istanza del tutto originale del leghismo padano.
Il termine "Padania", in origine prettamente geografico, iniziò ad acquistare un significato politico quando venne utilizzato per la prima volta negli anni settanta dal bolognese Guido Fanti, presidente dell'Emilia-Romagna.

## Etimologia e collocazione geografica
Il toponimo è sinonimo di pianura padana, la valle del fiume Po, in latino Padus. Per alcuni geografi economici di inizio Novecento la Padania corrispondeva al territorio italiano sito a nord degli Appennini.
Fino agli anni ottanta il termine Padania era principalmente usato con significato geografico per la pianura Padana, ma anche con accezione poetica e letteraria, come dimostra l'opera dello scrittore Gianni Brera e nell'ambito di studi linguistici ed etnolinguistici nonché socioeconomici.
Gli indipendentisti padani di fine Novecento affermarono che un territorio comprensivo di gran parte dell'Italia settentrionale e di piccole porzioni dell'Italia centrale, di estensione territoriale differentemente definita potesse chiamarsi Padania. Essa coincide con quella parte dell'Italia abitata da popoli distinti per lingua, usi, costumi e storia, rispetto alla parte meridionale della penisola, riconducibili, nelle loro differenze, a matrici etniche celtiche e germaniche (nordici longobardi e goti, alpini gallo-liguri e galli cisalpini), e venetiche, popoli che nella mitografia padanista sono contrapposti agli italico-romani e ai greci.

## Storia

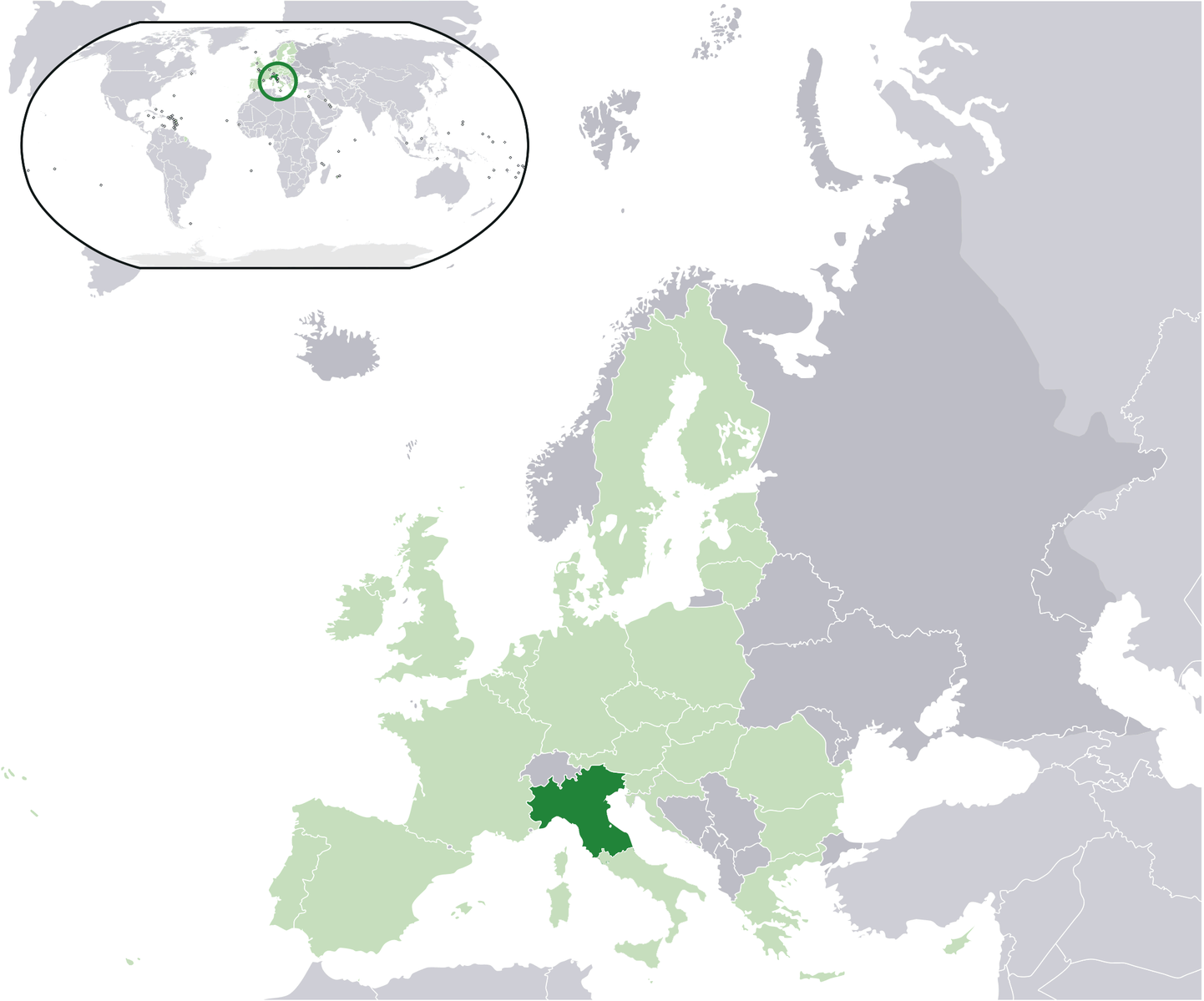
La Padania, così come proposta dalla Lega Nord

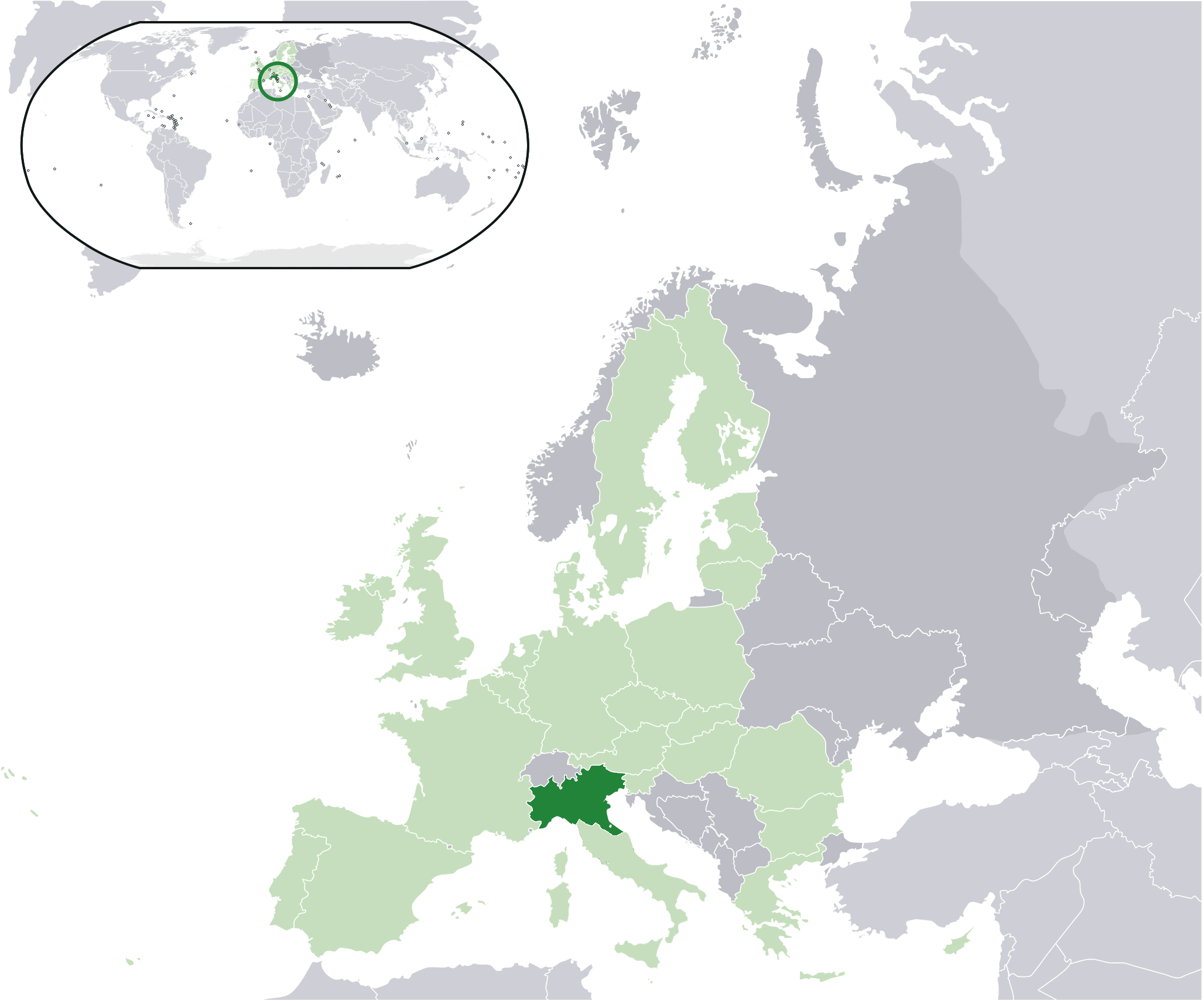
La Padania, così come proposta dalla Lega Padana, a ricalcare, nella sua parte meridionale, il confine delle lingue galloromanze

### Origini
Il termine acquisì, a cavallo tra gli anni ottanta e novanta, un significato politico, ovverosia comincia a essere utilizzato per indicare la Padania come, a seconda delle posizioni, reale o pretesa entità politica, grazie al suo utilizzo costante da parte degli esponenti e dei simpatizzanti del partito della Lega Nord. Il movimento nacque il 22 novembre 1989 dall'unione di vari partiti autonomisti dell'Italia settentrionale originatisi nel decennio precedente, coagulati attorno alla Lega Lombarda, fondata il 10 marzo 1982 da Umberto Bossi. Bossi diverrà la guida del nuovo movimento politico e, grazie ai successi elettorali e ai mezzi di comunicazione di massa, l'accezione politica di Padania entrò a far parte della lingua corrente e del dibattito politico.
Il termine veniva ripreso nell'ideologia leghista da una pubblicazione della Fondazione Agnelli del 1992.
La Lega propose inizialmente, su suggerimento di Gianfranco Miglio, un'unione federativa della macro-regione Padania, dotata di autonomia, con le restanti parti della Repubblica Italiana, come forma di riconoscimento e tutela delle peculiarità etnico-linguistiche delle nazioni della Padania.
Tra i principali ideatori di un utilizzo politico del termine, il maggiormente noto è appunto Gianfranco Miglio che, già nel 1975, riportava in scritti e interviste la sua visione della questione settentrione collegata a un'ipotetica Padania. Per il Partito Federalista, la suddivisione politica e amministrativa dell'Italia sarebbe avvenuta per frazionamento in tre territori governati da un direttorio: i cantoni Padania, Etruria e Mediterranea, con una Padania non troppo estesa al centro. Le idee poggiavano sulle tesi di Miglio, che dal 1990 al 1994 aveva contribuito alla formazione della teoria federalista della Lega Nord, uscendone per dissensi proprio sulla questione federale all'atto della formazione della coalizione a sostegno del primo governo Berlusconi.
Secondo Paolo Bracalini «della Padania, intesa come entità storico-geografica dotata di un suo preciso DNA, non [se ne parlava] solo nei comizi del primo Bossi, negli studi di Gianfranco Miglio o negli slogan di Pontida».

### Il periodo secessionista della Lega Nord
(Umberto Bossi, dichiarazione d'indipendenza della Padania, 15 settembre 1996)

La suddivisione federale in Nazioni della Padania

Umberto Bossi a Pontida nel 1990. Dietro, con il cartello in mano, è presente Matteo Salvini.

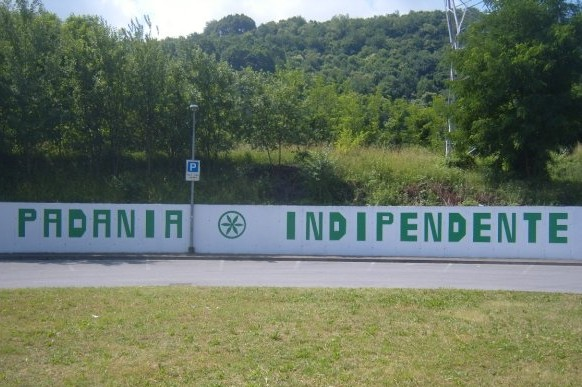
Scritta che inneggia all'indipendenza della Padania su un muro di Pontida

Il primo personaggio politico ad utilizzare il termine "Padania" fu Guido Fanti, primo presidente della regione Emilia Romagna, che, pur non essendo favorevole alla secessione, si impegnò per promuovere un progetto (da lui stesso denominato "progetto Padania") di decentramento amministrativo e fiscale. 
Tuttavia il termine Padania entra ufficialmente nel vocabolario della allora Lega Nord Italia Federale nel 1995 a seguito della crisi del governo Berlusconi I e del passaggio del movimento ad una politica dichiaratamente secessionista; dal 1997 il movimento mutò nome in Lega Nord per l'Indipendenza della Padania.
Fallito il progetto federale e raggiunto un successo elettorale considerevole promosse il concetto di secessione della Padania dall'Italia, proclamata il 15 settembre 1996 a Venezia. Secondo gli indipendentisti, i padani sarebbero stati resi partecipi contro la loro volontà alle conseguenze Risorgimento e, conseguentemente, dello Stato italiano; pertanto propugnarono la secessione della Padania dalla Repubblica Italiana e la creazione di una nuova repubblica federale rispettosa delle peculiarità locali.
Di tale svolta identitaria parla anche Gilberto Oneto, ideologo leghista e promotore originario del simbolo del sole delle Alpi, pur nella versione rossa, più aderente alla tradizione alpina, nel libro L'invenzione della Padania edito nel 1997.
Il 15 settembre 1996 a Venezia, nel corso di una manifestazione della Lega Nord, Umberto Bossi proclamò effettivamente la Dichiarazione di indipendenza della Padania, come inizio di un processo di nation-building teso alla realizzazione ufficiale della Repubblica Federale Padana.
Il 25 maggio 1997 il partito organizzò il Referendum per l'Indipendenza della Padania, con il quesito: "Volete Voi che la Padania diventi una Repubblica Federale indipendente e sovrana?". Votarono 4.833.863 persone e il risultato fu del 97% di consenso. Si è votato anche per il Presidente del "Governo Provvisorio della Repubblica Federale della Padania" e per sei disegni di legge di iniziativa popolare da presentare al Parlamento italiano. La Lega Nord ha predisposto i seggi elettorali in tutti i comuni della proclamata Padania.

#### Il Parlamento della Padania
Il 26 ottobre 1997 la Lega Nord organizzò le prime elezioni per i 210 seggi di un parlamento ombra. Circa 4 milioni di cittadini residenti nelle regioni settentrionali, 6 secondo il partito, si recarono ai seggi e scelsero tra diversi partiti padani.

#### Il Governo della Padania
Al Parlamento della Padania fu affiancato un autoproclamato Governo provvisorio della Repubblica Federale della Padania con sede a Mantova, che fu guidato da:
- Giancarlo Pagliarini (1996-1997)
- Roberto Maroni (1997-98)
- Manuela Dal Lago (1998-99)
- Mario Borghezio (dal 1999).

L'esecutivo presieduto da Pagliarini prevedeva:
- Fabrizio Comencini, Ministro degli Esteri, subito dimessosi e sostituito da Enrico Cavaliere
- Giovanni Fabris, Ministro della Giustizia
- Alberto Brambilla, Ministro del Bilancio
- Giovanni Robusti, Ministro dell'Agricoltura.

Nel governo presieduto da Maroni, il cui vice era Vito Gnutti, fu introdotto un Ministero dell'Immigrazione, presieduto da Farouk Ramadan.
L'esecutivo guidato da Manuela Dal Lago comprendeva:
- Giancarlo Pagliarini, Vice presidente e Ministro dell'Economia
- Giovanni Fabris, Ministro della Giustizia
- Alessandra Guerra, Ministro degli Esteri
- Flavio Rodeghiero, Ministro della Cultura e dell'Istruzione
- Giovanni Robusti, Ministro dell'Agricoltura
- Roberto Castelli, Ministro dei Trasporti
- Francesco Formenti, Ministro dell'Ambiente
- Sonia Viale, Ministro degli Affari Sociali e della Famiglia
- Alfredo Pollini, presidente della Guardia Nazionale Padana, alla Protezione Civile
- Francesco Tirelli, Ministro dello Sport
- Roberto Faustinelli, presidente di Eridiana Records, Ministro dello Spettacolo.

#### Il territorio della Padania secondo la Lega Nord
Le rivendicazioni politiche padane ricomprendono quindi un territorio maggiore di quello riconducibile al significato geografico del termine Padania, che è geograficamente riferito alla sola Pianura Padana, sebbene in origine la Lega includesse unicamente le otto regioni settentrionali. La Lega Nord affermò dunque che il progetto della Padania comprendesse sia tutte le otto regioni dell'Italia settentrionale più le regioni dell'Italia centrale Toscana, Umbria e Marche mentre al 2011 la sua attività si è estesa anche in Abruzzo e Sardegna..
Secondo l'art. 2 dello Statuto 2012, la Lega Nord considera il Movimento come una Confederazione delle Sezioni delle seguenti Nazioni:Friuli Venezia Giulia, Valle D'Aosta, Piemonte, Liguria, Lombardia, Trentino, Alto Adige, Veneto, Emilia, Romagna,Toscana, Umbria, Marche e Abruzzo.

#### Declino
Negli anni successivi, e in particolare dopo il Congresso di Varese, il tentativo di secessione fu parzialmente abbandonato a favore di un progetto di devoluzione, ovverosia del trasferimento di una parte significativa delle competenze legislative e amministrative dallo Stato centrale alle regioni, e del federalismo fiscale. Una prima riforma della costituzione verso una maggiore autonomia delle regioni è stata approvata nel 2001. Una seconda riforma parzialmente in questo senso del 2005 è stata invece bocciata dal referendum costituzionale del 2006.
Con la segreteria di Matteo Salvini, l'indipendentismo padano è stato accantonato; comunque le velleità secessionistiche non sono scomparse, essendo state bensì indirizzate verso piccoli movimenti politici soprattutto veneti, lombardi e friulani.

## La bandiera
La bandiera della Padania è stato un simbolo ideato dal partito politico italiano della Lega Nord e da essa associato, anche tramite il proprio statuto, ad un ipotetico stato indipendente, la Padania, corrispondente approssimativamente alla parte centrosettentrionale dell'Italia.
Sulla bandiera è rappresentato un sole delle Alpi stilizzato di colore verde su campo bianco. Il sole delle Alpi è un simbolo presente nell'arte italiana fin dal VII secolo a.C. (urna etrusca di Civitella Paganico).
La bandiera nacque intorno agli anni novanta, in concomitanza con la formazione della Lega Nord. Venne presentata il 15 settembre 1996 da Umberto Bossi a Venezia, durante la dichiarazione di indipendenza della Padania, priva comunque di qualsiasi effetto giuridico.
Nella sua precedente versione, vi erano rappresentati in colore rosso la croce di San Giorgio e nel riquadro in alto a sinistra il sole delle Alpi. La croce rappresentava le città dell'Italia settentrionale nei cui stemmi essa compare, mentre il logo fu adottato come simbolo della Padania. In seguito fu sostituita dalla bandiera con al centro il sole delle Alpi di colore verde su sfondo bianco.

Versione precedente in disuso
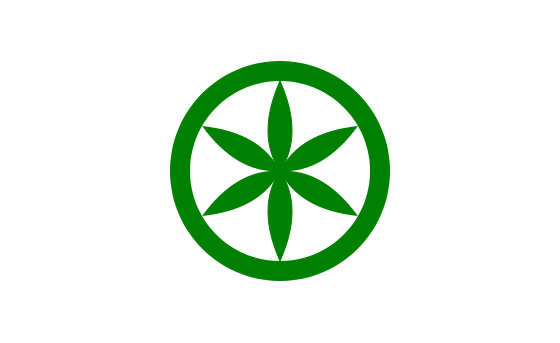
Bandiera della Padania in proporzione 3:5

La bandiera della Padania è entrata nel Guinness dei primati come bandiera più grande del mondo il 19 giugno 2005, in occasione del raduno di Pontida. La bandiera, realizzata appositamente dalla Lega Nord con la collaborazione di un militante gallaratese, era di 170 m di lunghezza per 100 m di altezza.

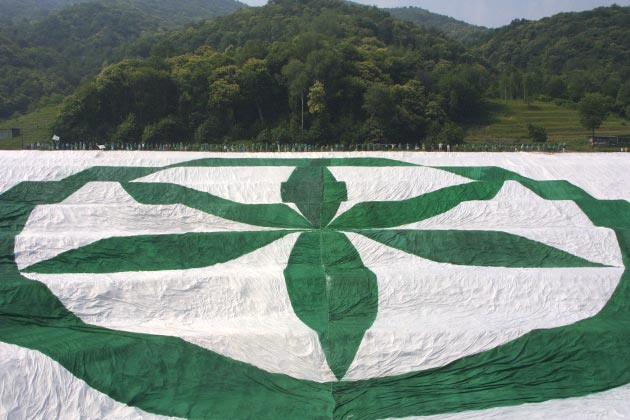
La bandiera del 2005 con una fila di militanti sopra di essa
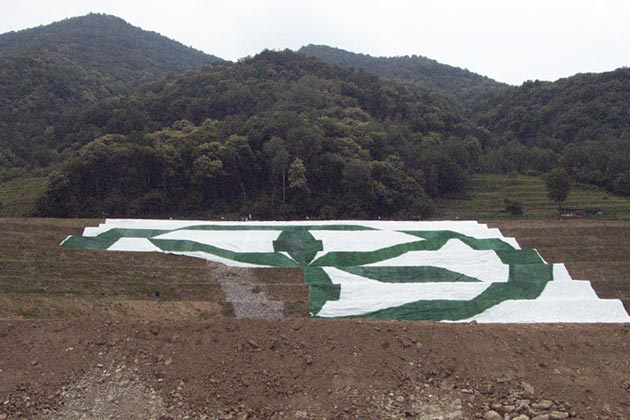
La bandiera del 2005 stesa
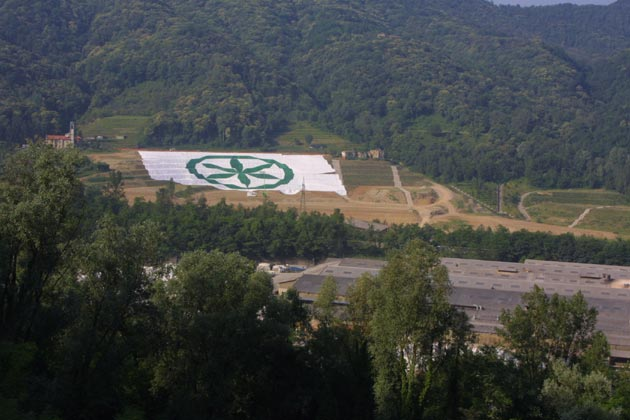
Panorama
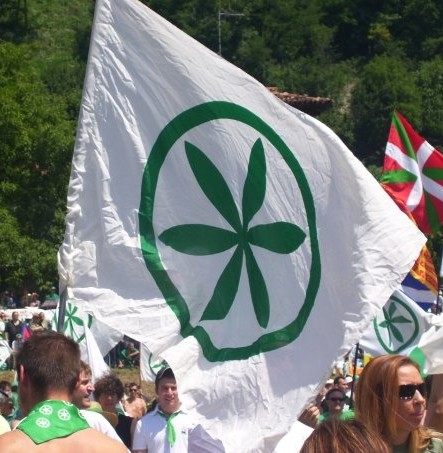
Un'altra bandiera nel 2009 a Pontida

## Situazione giuridica
(Umberto Bossi, ex segretario della Lega Nord)
(Giorgio Napolitano, undicesimo presidente della Repubblica Italiana)
L'indipendenza della Padania non è mai stata riconosciuta formalmente da alcuno Stato sovrano, né dalle altre forze politiche italiane. L'unico supporto in tal senso è venuto dal partito svizzero della Lega dei Ticinesi.
In seguito alla dichiarazione di indipendenza furono avviate delle inchieste giudiziarie a Venezia, Verona, Torino, Mantova e Pordenone per attentato all'unità dello stato, poi archiviate, e si ebbero scontri tra forze dell'ordine e militanti leghisti in Via Bellerio a Milano, sede della Lega Nord; sulla vertenza apertasi per la perquisizione di via Bellerio la parola fine venne "messa dalla Corte costituzionale che ribadì che l'autorità giudiziaria non aveva l'autorità di farla eseguire, in quanto «luogo di fatto adibito a ufficio», se non dopo autorizzazione a procedere della Camera dei deputati".

## Nella cultura politica, popolare e sportiva
Per quanto la dichiarazione di secessione non abbia comportato la reale separazione della Padania dall'Italia, la Lega Nord promosse attivamente la concezione della Padania come entità politica attraverso la creazione e il mantenimento di strutture e organi rappresentativi delle Nazioni della Padania nonché attraverso la promozione di iniziative sportive e sociali di carattere indipendentista o quantomeno autonomista: costituì un Governo padano con un proprio parlamento, designò Mantova come capitale della Padania, il Va, pensiero di Giuseppe Verdi suo inno ufficiale, il Sole delle Alpi verde in campo bianco sua bandiera ufficiale, il verde come colore nazionale, creò le "lire padane" e dei francobolli, una propria "Guardia Nazionale Padana", un proprio ente sportivo riconosciuto nel "CONI sport Padania" e, come organi di comunicazione ufficiali: il quotidiano La Padania, il settimanale Il Sole delle Alpi, l'emittente radiofonica Radio Padania Libera e l'emittente televisiva TelePadania.
Vi fu anche la formazione spontanea, tra i militanti leghisti, delle cosiddette Camicie Verdi, il che diede luogo a inchieste giudiziarie, principalmente per la presunta violazione dell'art. 18 della Costituzione.
La Lega Nord creò anche una Nazionale di calcio della Padania, non riconosciuta a livello internazionale se non dalla VIVA World Cup; la selezione vinse per tre volte consecutive il mondiale per le nazioni non riconosciute, battendo il Somaliland (2008), il Kurdistan (2009) e la Lapponia (2010).
Inoltre il partito sponsorizzò il concorso di bellezza Miss Padania, aperto a tutte le giovani donne residenti in una regione della Padania da almeno 10 anni consecutivi e di età compresa tra i 17 e i 28 anni. Tra i requisiti necessari per partecipare al concorso vi fu anche l'obbligo di non rilasciare dichiarazioni non in linea con gli ideali dei movimenti che promuovono la Padania.
Il 2011 vide la prima edizione l'evento ciclistico Giro di Padania.

## Nella cultura di massa
Il manga giapponese Gunslinger Girl è ambientato nell'Italia contemporanea. L'autore, Yu Aida, immagina che le spinte indipendentiste del Nord si siano trasformate in una campagna terroristica perpetrata da un fronte detto Movimento delle Cinque Repubbliche. Non esiste, nell'opera, alcun riferimento a movimenti o partiti realmente esistenti, tuttavia il termine Padania viene esplicitamente citato come una delle "cinque repubbliche".
Nelle canzone del 2006 Inno Verdano Caparezza ha dato ironicamente la voce a un secessionista fervente e autarchico dalla bandiera verde, che potrebbe essere letto come una parodia dell'indipendentismo padano.
Nel 2009 Umberto Bossi, promosse la realizzazione del film storico Barbarossa, coprodotto dalla Rai,  incentrato sulle vicende della Lega Lombarda nel XII secolo, non ebbe buon riscontro né di critica né di pubblico.